# Даріо Накич
Даріо Накич (хорв. Dario Nakić; нар. 21 травня 1969, Шибеник) — міністр здоров'я Хорватії у правоцентристському уряді Тихомира Орешковича.
Лікар-нефролог. 1994 року закінчив медичний факультет Загребського університету. З 1994 по 1996 проходив інтернатуру (внутрішні хвороби) в Задарській лікарні загального профілю, в той самий час брав участь у війні Хорватії за незалежність.
Магістр наук з 2005 року. З 2009 по 2012 був директором Задарської лікарні загального профілю. Нині викладач кафедри внутрішньої і сімейної медицини та історії медицини медичного факультету Осієцького університету і кафедри соціальної медицини Задарського університету.
Одружений, батько двох дітей.